# Estação Mitino
Mitino (em russo:  Митино) é uma estação terminal da linha Arbatsko-Pokrovskaia (Linha 3) do Metro de Moscovo, na Rússia. Estação «Mitino» está localizada após a estação «Volokolamskaia».